# 286 (numero)
Duecentottantasei (286) è il numero naturale dopo il 285 e prima del 287.

## Proprietà matematiche
- È un numero pari.
- È un numero composto con i seguenti divisori: 1, 2, 11, 13, 22, 26, 143, 286. Poiché la somma dei suoi divisori (escluso il numero stesso) è 218 < 286, è un numero difettivo.
- È un numero sfenico.
- È un numero nontotiente.
- È l'11° numero tetraedrico.
- È un numero ettagonale.
- È un numero congruente.
- È somma dei primi 6 quadrati dispari: {\displaystyle 286=1^{2}+3^{2}+5^{2}+7^{2}+9^{2}+11^{2}}
- È parte delle terne pitagoriche (48, 286, 290), (110, 264, 286), (286, 1560, 1586), (286, 1848, 1870), (286, 20448, 20450).

## Astronomia
- 286P/Christensen è una cometa periodica del sistema solare.
- 286 Iclea è un asteroide della fascia principale del sistema solare.

## Astronautica
- Cosmos 286 è un satellite artificiale russo.